# Madeleine Merens-Melmer
Madeleine Merens-Melmer, née le 11 février 1890 à Agen et morte à Clichy-la-Garenne le 30 janvier 1961, est une poétesse française du XXe siècle.

## Biographie
Henriette Marie Madeleine Merens, née le 11 février 1890 à Agen, est la fille de Louis Félicité Théodore Mérens, capitaine d'infanterie en retraite, Chevalier de la Légion d'honneur (1843-1919) et de Marie Marguerite Fabre (née vers 1851).
Elle épouse Léon Hippolyte Melmer, vétérinaire militaire (né à Beaurieux en 1878) le 28 novembre 1911 à Toulouse.
Elle collabore à des revues qui publient ses poèmes, dont le carnet poétique Anadyomenê, la revue Septimanie, L'Archer et participe à de nombreux concours de poésie régionaux, notamment celui de l'Académie de Jeux floraux, auxquels elle obtient plusieurs prix.
Dans la préface à Sous l'auvent, le poète Armand Praviel décrit le poète chantant la « chanson délicate et profonde qui vibre au fond de son être », ses poèmes par « leur façon volontaire et grave d’enclore la pensée » et leur « brûlante sincérité ». Andrée Martignon écrit que « si elle a toujours eu l’instinct poétique, Madame Mérens-Melmer a commencé à écrire tard. C’est en pleine possession de la vie, en pleine réalisation d’elle-même qu’elle a donné tous ses poèmes. Et sans doute cela ne contribue-t-il pas peu au caractère émouvant de ses vers. Car ils contiennent les souvenirs d’une enfance, d’une jeunesse vus à travers un regard clairvoyant qui sait le prix des sentiments. Il y a quelque chose d'apaisé et de brûlant dans ces poèmes : une cendre sous laquelle est le plus réchauffant des feux; un paysage d’automne dépouillé mais glorieux. Un des meilleurs éléments de la veine poétique de Madame Mérens-Melmer, c’est la persistante image, blessure à peine fermée, d’un souvenir de jeunesse ».
Après la publication de Sous le signe de la musique, le poète et critique belge André Fontainas écrit dans Mercure de France : « C'est un excellent, un parfait poète des émotions les plus nobles, les plus sincères, mais dans le domaine d'une imagination régulière, familière et concrète ». Le même critique écrit en 1930 lorsque sort A la fontaine de Narcisse : « Je cite ce court poème parce qu'il est écrit en vers de quatorze syllabes, et que je ne connais personne qui manie plus fermement que Mme Merens-Melmer ce rythme difficile. [...] Et j'aime aussi qu'elle chante avec simplicité, avec ardeur quand son cœur bat, grave et démesuré ».
Mère de 5 enfants en 1926, Madeleine Merens-Melmer réside à Versailles en 1930 et meurt à Clichy-la-Garenne le 30 janvier 1961.

## Œuvres principales
- Sous l'auvent, avec une préface d'Armand Praviel, 1925[12]
- Sous le signe de la musique, 1926
- A la fontaine de Narcisse, 1929[13]

## Distinctions
- 1926 : Médaille de bronze de la famille, décret publié au Journal officiel du 22 février 1926[10]
- 1920 : Académie de Montauban, 1e prix de poésie[14]
- 1923 : Académie de Jeux floraux, Violette d'argent pour le poème Paroles dans la nuit[15]
- 1924 : Académie de Jeux floraux, Violette d'argent pour le poème L'Enfant qui naitra[16],[17]
- 1925 : Académie française - Prix Archon-Despérouses pour Sous l'auvent[18]
- 1926 : Académie de Jeux floraux, Violette d'argent pour le poème Messe en mineur[19]
- 1928 : Académie de Jeux floraux, Primevère pour le poème Destin[20]
- 1930 : Bourse nationale de voyage littéraire pour A la fontaine de Narcisse[11]
- 1930 : Académie de Jeux floraux, Eglantine d'argent pour A la fontaine de Narcisse[21]